# بارالي
بارالي، (بالإنجليزية: Barrali)‏، هي بلدية، في مقاطعة جنوب سردينيا الإيطالية، وتقع في تريكسينتا، حوالي 30 كيلومترا (19 ميل) إلى الشمال من كالياري.

## السكان
في سنة 1861 بلغ عدد السكان 342 نسمة، وتطور العدد ليصل في سنة 2011 لـ 1٬139 نسمة.
يظهر هذا المخطط البياني تطور النمو السكاني لـ بارالي